# San Juan National Historic Site

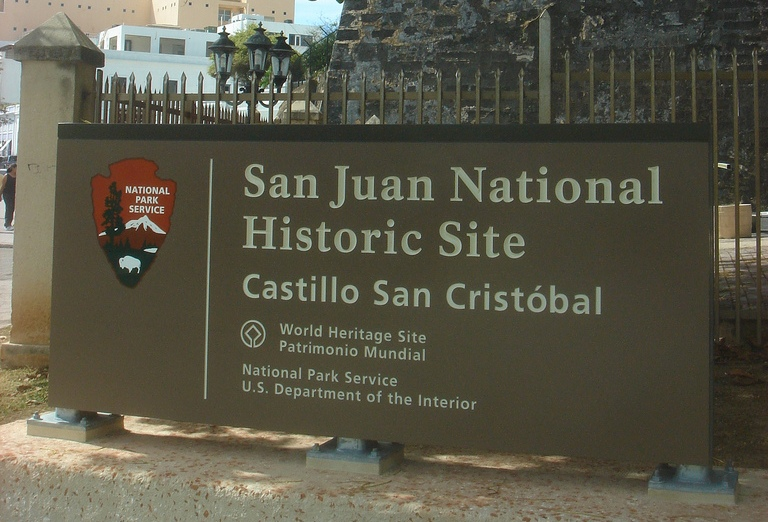
Hinweisschild auf Bauwerke der San Juan National Historic Site

Die San Juan National Historic Site ist eine historische Stätte in San Juan, der Hauptstadt des US-amerikanischen Außengebiets Puerto Rico. Es ist eine National Historic Site und Bestandteil der UNESCO-Weltkulturerbestätte La Fortaleza und San Juan National Historic Site in Puerto Rico.

## Geschichte
Da Puerto Rico für die Entdecker und Kolonialisten ein verpflichtender Anhaltepunkt auf dem Weg zur Neuen Welt war, wurde die Insel schnell zu einem strategisch wichtigen Punkt. Zwischen dem 15. und 19. Jahrhundert wurden auf der Insel im Karibischen Meer einige Verteidigungsanlagen errichtet, um die Stadt und die Bucht von San Juan zu schützen. Aufgrund der lange andauernden Dispute um die Insel zwischen Spanien, Frankreich, dem Vereinigten Königreich und den Niederlanden ist die Stätte auch Zeugin langer militärischer Konflikte.

## National Historic Site
Zur San Juan National Historic Site zählen die folgenden Einzelbauwerke:
| Nummer | Bezeichnung                                                  | Lage | Bild            |
| ------ | ------------------------------------------------------------ | --- | --------------- |
| H-200  | Castillo de San Felipe del Morro                             | Nordwestecke der Insel San Juan (Geokoordinaten)                                                            | weitere Bilder  |
| H-201  | Nördliche Stadtmauer                                         | nördlich der Altstadt zwischen Castillo del Morro und Castillo San Cristobal (West-Ende, Ost-Ende)          | weitere Bilder  |
| H-201  | Castillo San Cristobal                                       | Nordostecke der Altstadt (Geokoordinaten)                                                                   | weitere Bilder  |
| H-203  | Großer Graben mit Ravelin San Carlos und Bastion La Trinidad | direkt östlich des Castillo San Cristobal (Graben, San Carlos, La Trinidad)                                 | Bild gesucht BW |
| H-204  | Bastion Santa Teresa und Bastion La Princesa                 | östlich des Großen Grabens (Santa Teresa, La Princesa)                                                      | BW              |
| H-205  | Bastion El Abanico                                           | ca. 200 m östlich des Castillo San Cristobal (Geokoordinaten)                                               | weitere Bilder  |
| H-206  | Südliche Stadtmauer Abschnitt 1                              | westlich der Altstadt zwischen Castillo del Morro und Porta San Juan (ausschließlich) (Nord-Ende, Süd-Ende) | weitere Bilder  |
| H-207  | Südliche Stadtmauer Abschnitt 2                              | von der Porta San Juan (einschließlich) bis zur Bastion Las Palmas (einschließlich) (West-Ende, Ost-Ende)   | weitere Bilder  |
| H-208  | Quartiersgebäude 1                                           | Calle de Norzagaray                                                                                         |                 |
| H-209  | Quartiersgebäude 2                                           | Calle de Norzagaray direkt westlich des Castillo San Cristobal (Geokoordinaten)                             |                 |
| H-210  | Quartiersgebäude 3                                           | Calle de Norzagaray direkt westlich des Castillo San Cristobal (Geokoordinaten)                             |                 |
| H-211  | Quartiersgebäude 4                                           | Calle de Norzagaray direkt westlich des Castillo San Cristobal (Geokoordinaten)                             |                 |
| H-212  | Fortín San Juan de la Cruz (genannt El Cañuelo)              | Südende der Isla de Cabras (Geokoordinaten)                                                                 | weitere Bilder  |

Am 14. Februar 1949 wurden die historische Stätte errichtet und am 15. Oktober 1966 als National Historic Site in das National Register of Historic Places eingetragen. 1983 wurde die National Historic Site zusammen mit der zu einer National Historic Landmark erklärten Residenz La Fortaleza in die Liste des UNESCO-Welterbes aufgenommen.